# اسلام در سوریه

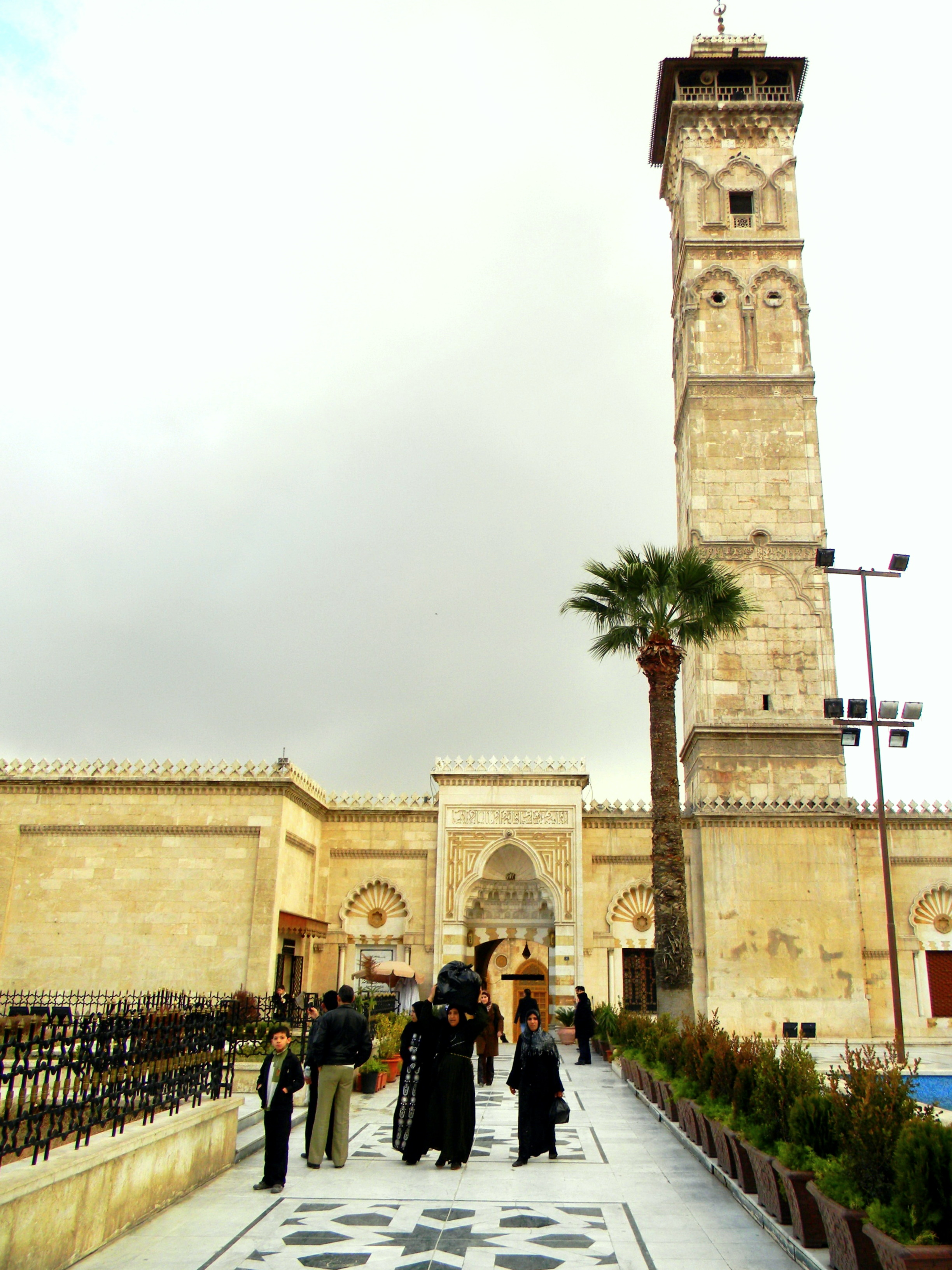
اسلام در سوریه

اسلام در سوریه بزرگترین و گسترده‌ترین دین کشور است و از اکثریت اهل سنت (بین ۷۰ تا ۸۰ درصد) و اقلیت‌های دیگر از فرقه‌های دیگر مانند شیعیان، علویان و اسماعیلیان تشکیل شده‌است. علاوه بر اسلام، در سوریه مسیحیت رواج دارد و درصد پیروان آن طبق آمار ۱۲٪ است. این کشور ده‌ها هزار یهودی ساکن نیز دارد، اما تعداد آنها در نیمه دوم قرن بیستم به طرز چشمگیری کاهش یافته‌است. گسترده‌ترین فرقه فقهی در کشور سوریه، مکتب حنفی است.

## تاریخ

### آغاز اسلام
اسلام در زمان خلافت عمر بن الخطاب در سال ۶۳۶ وارد سوریه شد. سرکردگان این لشکرکشی، خالد بن ولید بودند. پس از فتح بود که خالد بن ولید به مردم دمشق اطمینان داد که با ورود لشکر به شهر، اهالی شهر در جان، مال و داشتن حق انتخاب دین ایمن هستند. از این رو اکثریت به اسلام گرویدند.

### دوره‌های بنی امیه و عباسیان
دمشق پایتخت ایالت بنی امیه بود که مرزهای آن از اندلس تا افغانستان امتداد داشت و در دوره امویان دمشق شکوفا شد و مساجد برجسته ای چون مسجد اموی و مسجد خالد بن ولید در حمص ساخته شد. در مورد دوره عباسیان، این منطقه چندین مزیت داشت، از جمله استقرار حکومت حمدانیه -که از علویان ریشه می‌گرفت- و با سقوط این حکومت، علویان و باقی مانده حکومت، به سمت لبنان هجرت کردند.

### دوران عثمانی
در ۲۴ اوت ۱۵۱۶، عثمانی‌ها شروع به نبردهایی کردند که نتیجه آن دست‌یابی به سرزمین سوریه شد. اولین اقدام عثمانی‌ها در سوریه، مرمت مسجد بنی امیه و تأسیس خانقاه سلیمانیه بود.

## آمار و موقعیت
در ماده ۳ قانون اساسی سوریه که در ۱۳ مارس ۱۹۷۳ صادر شد، آمده‌است که دین رئیس‌جمهور سوریه باید اسلام باشد و فقه وی منبع اصلی قانونگذاری است. بزرگترین آموزه‌های مذهبی در اسلام در سوریه اهل سنت و فرقه غالب در این کشور مکتب حنفی است و پیروان این فرقه بیش از ۶۰ درصد اهل سنت سوریه را تشکیل می‌دهند و مکتب شافعی از نظر شیوع آن دومین مکتب است. تعداد صوفیان در سوریه یک میلیون تخمین زده می‌شود و شاید برجسته‌ترین نمادهای آنها شیخ احمد کوفتارو باشد. به گفته دانشکده امور بین‌الملل و روابط عمومی دانشگاه کلمبیا، به دلیل جنگ داخلی سوریه تعداد و نسبت عرب‌ها از اهل سنت و جامعه کاهش یافته‌است، زیرا درصد اعراب اهل سنت و جامعه در اواسط سال ۲۰۱۰، ۵۹٫۱ درصد یا ۱۲٫۶ میلیون نفر بوده که کاهش یافته و در اواسط سال ۲۰۱۸ به ۴۸٫۰ درصد یا ۸٫۸ میلیون نفر رسیده‌است. از طرف دیگر، درصد و تعداد فرقه علوی از ۱۱٫۸٪ یا ۲٫۵ میلیون در سال ۲۰۱۰ به ۱۷٫۲٪ یا ۳٫۱ میلیون نفر در اواسط سال ۲۰۱۸ افزایش یافته‌است.

### مدیریت
سازمان امور اسلامی در کشور توسط وزارت اوقاف اداره می‌شود. از سال ۲۰۰۴، زمانی که به بخش خصوصی اجازه سرمایه‌گذاری در بانک‌ها داده شد، این کشور تعدادی بانک اسلامی داشته که همه آنها از آن بخش خصوصی است.